# Tisbury, Massachusetts
Tisbury är en kommun (town) på ön Martha's Vineyard i Dukes County i delstaten Massachusetts, USA med 3 949 invånare (2010). Den har enligt United States Census Bureau en area på 49,5 km² varav 32,6 km² är vatten.